# Das unheimliche Erbe
Das unheimliche Erbe (Originaltitel: 13 Ghosts) ist ein US-amerikanischer Gruselfilm von William Castle aus dem Jahre 1960.

## Handlung
Der Paläontologe Cyrus Zorba verdient kaum genug Geld, um seine Frau Hilda, seinen kleinen Sohn Buck und seine junge erwachsene Tochter Medea zu ernähren. Am Tag, an dem die Möbel der Familie gepfändet werden, feiern sie Bucks Geburtstag. Während Buck die Kerzen auf seinem Kuchen ausbläst, wünscht er sich „ein Haus und Möbel, die einem niemand wegnehmen kann“. Auf Bucks Wunsch folgt ein Windstoß und das Erscheinen eines grausig aussehenden Mannes an der Tür, der ein Telegramm von Rechtsanwalt Ben Rush überbringt, in dem Cyrus angewiesen wird, am nächsten Tag in sein Büro zu kommen. Am nächsten Morgen informiert dort der Anwalt Cyrus, dass dieser das Anwesen seines verstorbenen Onkels, Dr. Plato Zorba, geerbt habe. Der galt als dem Okkultismus verhafteter, exzentrischer Wissenschaftler, der Geister „sammelte“. Der Anwalt warnt Cyrus, dass die Gespenster Teil des unheimlichen Hauserbes seien, und überreicht ihm ein Paket mit einem „Ghost Viewer“, dem „Geisterbetrachter“ seines Onkels, einem Gerät, das die Erscheinungen sichtbar macht.
Im Haus residiert noch die alte, etwas unheimliche Haushälterin Elaine Zacharides, die Buck abfällig „die Hexe“ nennt. Nachdem die Familie eingezogen ist, kommt der Anwalt eines Abends bei ihnen vorbei. Buck hat soeben hinter einer geheimen Tafel ein Buch in Latein und ein Ouija-Brett gefunden. Als Buck, den alles fasziniert, was mit Geistern zu tun hat, das Ouija-Brett fragt, ob es im Haus Gespenster gibt, bewegt sich die Planchette auf dem Brett auf die Zahl 13. Die Familie erschrickt, als die Planchette dann in die Luft schwebt und auf Medea zeigt, was bedeutet, dass sie der nächste Geist sein werde. Obwohl sie verängstigt ist, beschließt die Familie, im Haus wohnen zu bleiben, da das Testament vorschreibt, dass das Anwesen sonst dem Staat überlassen werden müsse. Später in der Nacht geht Cyrus ins Wohnzimmer, um sich ein Buch zum Lesen zu holen, und hört ein unheimliches Stöhnen hinter der Wand. Plötzlich gleitet eine Tafel auf, und als Cyrus dahinter tritt, setzt er die Geisterbetrachter-Brille auf. Durch den Betrachter sieht Cyrus ein Skelett, das sich, als es von Flammen verschlungen wird, in ein wirbelndes Gespenst verwandelt und ihn angreift. Als das Gespenst verschwindet, nimmt Cyrus das Buch, das in Flammen aufgeht und die Zahl 13 verbrennt.
Am nächsten Tag zeigt Cyrus das in Latein verfasste Buch seinem Chef Van Allen, einem Altphilologen. Nach eingehender Prüfung des Inhalts stellt Van Allen fest, dass das Buch eine Aufzeichnung von Plato Zorbas Arbeit mit Gespenstern ist. In dem Buch schreibt Plato, er habe elf Geister gefangen. Platos Einträge enden mit der Behauptung, er sei der zwölfte Geist geworden und werde die an ihm begangenen Verbrechen rächen. Nach seiner Heimkehr befragt Cyrus Mrs. Zacharides zu Platos Experimenten. Diese erklärt, sie sei einst Platos Assistentin gewesen, bis die beiden sich über seinen Wunsch stritten, sein gesamtes Vermögen in Bargeld umzuwandeln und es von der Bank abzuheben. Dann zeigt sie Cyrus Platos Schlafzimmer und behauptet, dort sei er von den Geistern ermordet worden. Als Elaine Zacharides den Raum verlässt, schwebt eine brennende Kerze aus ihrer Halterung und beleuchtet eine Reihe von Vorhängen. Als Cyrus dahinterschaut, findet er einen Knopf, mit dem, wenn man ihn dreht, das schwere Baldachin über Cyrus Bett auf die Matratze herabgelassen wird. In dieser Nacht wird Medea, nachdem sie von einem Date mit Anwalt Ben nach Hause gekommen ist und zu Bett gehen will, von den auf- und zufliegenden Fenstern geweckt. Als sie nachsieht, springt ein Gespenst mit zerschlissener Hose hinter dem Vorhang hervor.
Medeas Schreie locken Elaine an, die sofort das Fenster schließt. Als Buck am nächsten Morgen das Treppengeländer hinunterrutscht, flattern zwei Hundertdollarscheine von der Treppe. Buck wagt sich dann in den Keller, wo er einen Überseekoffer findet, der einem Löwenbändiger gehört. Als Buck den „Geisterbetrachter“ aufsetzt, sieht er einen Löwen, der seinen kopflosen Bändiger jagt. Zurück in den Wohnräumen, untersucht Buck die Hundertdollarscheine. Als Ben Rush an der Tür klingelt und die Scheine sieht, fragt er neugierig, wo Buck sie her habe. Nachdem Buck erklärt, er habe sie gefunden, als er das Treppengeländer hinuntergerutscht sei, lässt Ben Buck schwören, den Anderen keinesfalls von dem Geld zu berichten. Rush verspricht dafür, den Jungen in der kommenden Nacht bei einer Schatzsuche zu begleiten. Ben besucht daraufhin Cyrus in seinem Büro, um ihm mitzuteilen, dass er den Staat vielleicht davon überzeugen könne, das Haus zu kaufen, wenn die Familie es sofort räumt. Ihr Gespräch wird von Van Allen unterbrochen, der mittlerweile einen Eintrag in Platos Tagebuch entziffert hat. Er erklärt, dass Plato all sein Bargeld im Haus versteckt haben müsse. Das Tagebuch erwähnt auch, dass Elaine ein Medium sei, und Van Allen schlägt vor, sie zu bitten, eine Séance abzuhalten, um den verblichenen Plato zu kontaktieren.
Nachdem Buck zu Bett gebracht wurde, hält die Familie in der folgenden Nacht die geplante Séance ab. Als Plato beginnt, durch Cyrus zu sprechen, setzt Cyrus den „Geisterbetrachter“ auf, woraufhin Platos Porträt zu ächzen beginnt und Cyrus vor Schmerzen stöhnt, Platos Todeskrämpfe nachahmend. Cyrus zieht den Geisterbetrachter ab, sinkt in einen Stuhl und Elaine erklärt: „Heute Nacht wandelt der Tod wieder in diesem bösen Haus.“ Nachdem sich der Rest der Familie für die Nacht zurückgezogen hat, streift Ben, in verschlissene Hosen gekleidet, durch das Haus und betritt Bucks Zimmer, wo er den schlafenden Jungen hochhebt und ihn zu Platos einstigem Bett trägt. Als Ben den Knopf dreht, um den Baldachin herunterzulassen und Buck als lästigen Mitwisser um den Verbleib des versteckten Geldvermögens zu zerquetschen, kommt Platos Geist durch einen Heizungsschacht hereingerauscht, um den Mord ans seiner Person zu rächen. Buck wacht auf und flieht angsterfüllt. Der Geist Platos stößt den schurkischen Ben unter den Baldachin, der diesen zerquetscht. Er ist zum 13. Geist geworden. Bucks Schreie wecken die Familie, und als man Bucks Hundertdollarscheine sieht, schlussfolgert Cyrus, dass Ben erst den alten Zorba ermordet und anschließend nach dem verborgenen Schatz gesucht hatte. Schließlich versuchte der Notar, die Zorbas aus dem Haus zu graulen, damit er den Schatz für sich in Beschlag nehmen könne. Elaine Zacharides erklärt, dass die Geister nun freigelassen wurden. Sie dreht sich um, um ein letztes Mal den Geisterbetrachter zu begutachten, der daraufhin in die Luft schwebt und explodiert. Familie Zorba bleibt im Haus, entdeckt das Bargeldvermögen und ist nun alle finanziellen Sorgen los.

## Produktionsnotizen
Gedreht vom 17. Januar bis 1. Februar 1960, erlebte der Film seine Uraufführung im Juli desselben Jahres. Die deutsche Premiere fand am 17. Januar 1961 statt. Cary Odell lieferte die Filmbauten, Louis Diage war für die Ausstattung verantwortlich. Alan Sloane und Edna Taylor entwarfen die Kostüme.
Die Geschichte wurde im Jahre 2000 unter dem Titel 13 Geister in leicht veränderter Form neuverfilmt.

## Castle-Gimmicks und Kritiken
Der Movie & Video Guide fand, dieser Film sei eine für Castle „typisch augenzwinkernde Veralberung“ und lobte vor allem die Besetzung Margaret Hamiltons (1939 die böse Hexe in dem Farbfilmklassiker Das zauberhafte Land) als finstere Haushälterin, während Halliwell‘s Film Guide hier lediglich einen „kindischen Thriller“ verortete.
Auf Schnittberichte.com heißt es. “Das Unheimliche Erbe ist ein charmant nostalgischer Gruselfilm, der uns zwar 13 Ghosts (so der Originaltitel) verspricht, doch diese nur eine untergeordnete Rolle spielen und dienen hauptsächlich als Aufhänger für die Illusion-O’, dank der man mit einer speziellen Brille die Geister verschwinden oder erscheinen lassen konnte. Die durch die Luft schwebenden Gegenstände, deren Bindfäden zumindest in der HD-Fassung deutlich zu erkennen sind, lassen an die gute alte Zeit der günstig inszenierten Special Effects erinnern.”
Auch Actionfreunde.de widmete sich vor allem den Castle-typischen Gimmicks, hier vor allem den (farb-)experimentellen Elementen, dieses Streifens: “Wenn die Strecke zwischen Projektion und Kinosessel wichtiger wird als der eigentliche projizierte Inhalt, dann hat wohl William Castle seine Finger im Spiel. Kino mal begriffen als spektrales Erleben, emanzipiert von der kastenförmigen Limitation des eigenen Mediums, so tasten sich unter seiner Regie Geisterfinger aus trägen Lichtpartikeln durch den abgedunkelten Raum vor, um ganz reale, physische Wirkung beim Betrachter auszulösen.”
Im Lexikon des Internationalen Films ist zu lesen: „Routiniert inszenierter Horrorfilm der B-Kategorie, der die abstrusen Ereignisse mit einer gewissen Atmosphäre umgibt und sich wohltuenderweise dabei selbst nicht zu ernst nimmt.“